# اوسپدالتو دآلپینولو
اوسپدالتو دآلپینولو (به ایتالیایی: Ospedaletto d'Alpinolo) یک کومونه در ایتالیا است که در استان آولینو واقع شده‌است. اوسپدالتو دآلپینولو ۵ کیلومتر مربع مساحت و ۱٬۸۷۹ نفر جمعیت دارد.